# Liste der Kulturgüter in Wettingen
Die Liste der Kulturgüter in Wettingen enthält alle Objekte in der Gemeinde Wettingen im Kanton Aargau, die gemäss der Haager Konvention zum Schutz von Kulturgut bei bewaffneten Konflikten, dem Bundesgesetz vom 20. Juni 2014 über den Schutz der Kulturgüter bei bewaffneten Konflikten sowie der Verordnung vom 29. Oktober 2014 über den Schutz der Kulturgüter bei bewaffneten Konflikten unter Schutz stehen.
Objekte der Kategorien A und B sind vollständig in der Liste enthalten, Objekte der Kategorie C fehlen zurzeit (Stand: 1. Januar 2023). Unter übrige Baudenkmäler sind weitere geschützte Objekte zu finden, die in der Bau- und Nutzungsordnung der Gemeinde verzeichnet und nicht bereits in der Liste der Kulturgüter enthalten sind.

## Kulturgüter
| Foto | | Objekt                                                         | Kat. | Typ | Standort                                              | Beschreibung |
| ---- | --- | -------------------------------------------------------------- | ---- | --- | ----------------------------------------------------- | --- |
| ja   | Datei hochladen · Wikidata zu Ehemaliges Zisterzienserkloster Wettingen (Q665389)                          | Ehemaliges Zisterzienserkloster KGS-Nr.: 00278                 | A    | G   | Klosterstrasse 11 666131 / 256532                     | Ausgedehnte Klosteranlage der Zisterzienser mit Gebäuden, die zum Teil bis ins frühe 13. Jahrhundert zurückreichen. Umfasst Klosterkirche, Klostermauer, Konventgebäude, Kreuzgangkapelle, Kreuzgang mit Glasmalereien, Langbau, Lusthäuschen mit Abtgarten, Parkanlage, Südost-Schöpfe und Wohnhaus |
| BW   | Datei hochladen · Wikidata zu Jungsteinzeiliche(s) Steinkistengrab/-gräber (Q19362399)                     | Jungsteinzeitliche(s) Steinkistengrab / -gräber KGS-Nr.: 11732 | A    | F   | Schartenstrasse 77 666460 / 258174                    | Im Jahr 1956 entdecktes Steinkistengrab der späteren Jungsteinzeit. Möglicherweise Teil einer Nekropole. |
| ja   | Datei hochladen · Wikidata zu Gedeckte Holzbrücke über die Limmat (Q688397)                                | Gedeckte Holzbrücke über die Limmat KGS-Nr.: 00279             | B    | G   | Beim Zollhaus 666333 / 256438                         | Zweiteilige Holzbrücke, getragen von einem in der Limmat stehenden Steinpfeiler. Zusammengesetzt aus einem gedeckten Teil mit verschaltem Hängewerk und einem kleineren eisernen Fachwerkträger. 1819 von Blasius Balteschwiler erbauter Ersatz für den ursprünglich in den 1760er Jahren entstandenen Vorgängerbau von Hans Ulrich Grubenmann. Fachwerkträgerteil besteht seit 1924. – Objekt liegt hälftig auf dem Gemeindegebiet von Wettingen und Neuenhof (KGS-Nr. 17249) |
| ja   | Datei hochladen · Wikidata zu Katholische Kirche St. Sebastian (Q1674082)                                  | Katholische Kirche St. Sebastian KGS-Nr.: 00280                | B    | G   | Schartenstrasse 155.1 667219 / 257823                 | In den Jahren 1893 bis 1895 nach Plänen von Karl Moser erbautes Kirchengebäude, ersetzte einen 1259 erstmals erwähnten Vorgängerbau. Dreischiffige Säulenbasilika aus Bossenquadern. Im Vorraum römische Inschriftentafel aus dem Isis-Tempel von Aquae Helveticae, zuvor in den Kirchturm eingemauert. |
| ja   | Datei hochladen · Wikidata zu Schlachthof Baden (Q2237846)                                                 | Schlachthof KGS-Nr.: 09903                                     | B    | G   | Schwimmbadstrasse 33 665788 / 257114                  | Ehemaliger Schlachthof der Stadt Baden, 1931 erbaut und bis 1988 in Betrieb. |
| ja   | Datei hochladen · Wikidata zu Gasthaus zum "Sternen" (Q21008391)                                           | Gasthaus zum "Sternen" KGS-Nr.: 15875                          | B    | G   | Klosterstrasse 9 666114 / 256634                      | 1583/84 errichtetes ehemaliges Wohnhaus für Laienschwestern und Mägde des Klosters, an der Stelle des mutmaßlichen Armenspitals aus dem 13. Jahrhundert. Seit der Klosteraufhebung als Gaststätte genutzt. Stattliches spätgotisches Bauwerk mit Krüppelwalmdach. |
| ja   | Datei hochladen · Wikidata zu Neutrotte (Q21009659)                                                        | Neutrotte KGS-Nr.: 15876                                       | B    | G   | Roggenstrasse 3 667462 / 257978                       | 1783 errichteter spätbarock-klassizistischer Mauerbau über T-förmigem Grundriss, mit grossflächiger talwärts blickender Schaufassade. |
| ja   | Datei hochladen · Wikidata zu Ehemaliges Zehntenhaus (Q29581044)                                           | Ehemaliges Zehntenhaus KGS-Nr.: 15877                          | B    | G   | Dorfstrasse 6 667156 / 257666                         | Ehemaliges Zehntenhaus der klösterlichen Meierhöfe, 1670 anstelle einer 250 Jahre zuvor erstmals erwähnten Scheune erbaut. Zahlreiche Kehl- und Falzfenster unterschiedlicher Grösse gliedern den gemauerten Wohntrakt auf der vorderen Traufseite und an der frei stehenden Front. Kräftige Bossenquader an den Gebäudekanten. |
| ja   | Datei hochladen · Wikidata zu Gluri-Suter-Haus (Q15616596)                                                 | Gluri-Suter-Haus KGS-Nr.: 15878                                | B    | G   | Bifangstrasse 1 667247 / 257653                       | 1741 erbautes Mittertennhaus, repräsentativer Vertreter eines Fachwerkbauernhauses im Zürcher Stil. Heute Nutzung als Galerie, Kindergarten und Theatersaal. |
| ja   | Datei hochladen · Wikidata zu Römisch-katholisches Pfarrhaus St. Sebastian mit Gartenpavillons (Q29581543) | Pfarrhaus St. Sebastian mit Gartenpavillons KGS-Nr.: 15879     | B    | G   | Dorfstrasse 53 667257 / 257798                        | Von 1824 bis 1826 durch Blasius Balteschwiler erbautes Pfarrhaus der römisch-katholischen Kirchgemeinde. Allseits symmetrisch gegliederter, weiss verputzter Mauerbau mit grossflächigem Walmdach. |
| ja   | Datei hochladen · Wikidata zu Kreuzkapelle (Q1423995)                                                      | Kreuzkapelle KGS-Nr.: 15880                                    | B    | G   | Otelfingerstrasse 5.1 668027 / 256953                 | 1660 erbaute Kapelle an der Kreuzung der Strasse nach Otelfingen und Würenlos. 1826 und 1971 erneuert. |
| ja   | Datei hochladen · Wikidata zu Sulzbergkapelle (Q574393)                                                    | Sulzbergkapelle KGS-Nr.: 15881                                 | B    | G   | Herternstrasse 10.4 667995 / 257417                   | Um 1746 erbaute Kapelle auf dem höchsten Punkt des Sulpergs. Mit halbkreisförmigem Ortschluss und westseitig vorgezogenem, auf zwei Holzstützen ruhendem Dach entspricht es weitgehend der nahe gelegenen Kreuzkapelle. |
| ja   | Datei hochladen · Wikidata zu Fussgängersteg über Kanzlerrainstrasse (Q29581373)                           | Fussgängersteg über Kanzlerrainstrasse KGS-Nr.: 15882          | B    | G   | Kanzlerrainstrasse 666221 / 256558                    | Korbbogige Fussgängerbrücke, befindet sich nordöstlich eines achteckigen Teiches und überspannt die Kanzlerrainstrasse. 1976 verwirklichte Rekonstruktion eines 210 Jahre zuvor durch Johannes Grubenmann errichteten Aquädukts zur Wasserversorgung des Klosters. |
| ja   | Datei hochladen · Wikidata zu Doktorhaus (Q29581039)                                                       | Doktorhaus KGS-Nr.: 15883                                      | B    | G   | Kanzlerrainstrasse 15 666318 / 256508                 | Ehemaliges Wohnhaus für den Barbier und Medikus des Klosters. Kleinbürgerlich anmutenden Giebelfassade. Untere Fassadenteile aus Stein, obere in Fachwerk. Türflügel im Keller-Rundbogenportal mit Sparrenmusterung und Barockbeschlägen. |
| ja   | Datei hochladen · Wikidata zu Ehemalige Spinnerei (Q106293481)                                             | Ehemalige Spinnerei KGS-Nr.: 15884                             | B    | G   | Klosterstrasse 40.1 665927 / 256438                   | 1857 erbautes Hauptgebäude der ehemaligen Textilfabrik Wild Cie., an exponierter Lage auf der Klosterhalbinsel am Limmatknie. Sechsgeschossiger Kolossalbau mit 14 traufseitigen Achsen und Eckquaderung aus Muschelkalk. Angelehnt an die südliche Schmalseite steht seit 1901 ein 36 m hoher, zinnenbekrönter Treppenturm. |
| ja   | Datei hochladen · Wikidata zu Ehemalige Baumwollweberei (Q25812739)                                        | Ehemalige Baumwollweberei KGS-Nr.: 15885                       | B    | G   | Klosterstrasse 42 665883 / 256400                     | 1857/58 erbautes Fabrikgebäude der ehemaligen Textilfabrik Wild Cie., an exponierter Lage auf der Klosterhalbinsel am Limmatknie. Schlichtes Bauwerk mit 29 streng symmetrischen Fensterachsen, von denen drei später aufgestockt wurden. Heute Nutzung als Gewerbezentrum und Ateliergemeinschaft. |
| ja   | Datei hochladen · Wikidata zu Ehemaliges Zollhaus (Q29581049)                                              | Ehemaliges Zollhaus KGS-Nr.: 15886                             | B    | G   | Kanzlerrainstrasse 14 666286 / 256459                 | 1767 erbaute Zollstation bei der Holzbrücke nach Neuenhof, auf einer künstlichen Stützmauer hart an der Limmat. Trapezförmiger Kopfbau mit abgewalmten Knickdach. Massiv gemauerter Langtrakt mit ungeknicktem Satteldach. |
| ja   | Datei hochladen · Wikidata zu Fahrhaus (Q29581055)                                                         | Fahrhaus KGS-Nr.: 15887                                        | B    | G   | Kanzlerrainstrasse 17–19 666337 / 256502              | 1695 von Johann Moosbrugger errichteter Mauerbau unter Vollwalmdach, ersetzte ein 1418 erstmals erwähntes Gebäude. Bis 1857 als Taverne genutzt. Im zweiten Stockwerk ehemaliger Gerichtssaal mit Régence-Stuckdecke. |
| ja   | Datei hochladen · Wikidata zu Gwaggelibrugg (Q1557779)                                                     | Gwaggelibrugg KGS-Nr.: 15888                                   | B    | G   | Klosterhalbinsel 665850 / 256381                      | Um 1863 erbaute Fussgängerbrücke über die Limmat, eine der ältesten erhaltenen Drahtseilbrücken der Schweiz. – Objekt liegt hälftig auf dem Gemeindegebiet von Wettingen und Neuenhof (KGS-Nr. 17250) |
| ja   | Datei hochladen · Wikidata zu Kanzlerhaus (Q29581377)                                                      | Kanzlerhaus KGS-Nr.: 15889                                     | B    | G   | Kanzlerrainstrasse 11 666292 / 256480                 | Verwaltungsgebäude aus dem Jahr 1734 mit Wohn-, Kanzlei und Repräsentationsräumen des Kanzlers des Klosters Wettingen. Dreistöckiges Bauwerk mit geknicktem Krüppelwalmdach und Klebedächern. |
| ja   | Datei hochladen · Wikidata zu Limmatwerk (Q29581540)                                                       | Limmatwerk KGS-Nr.: 15891                                      | B    | G   | Kraftwerkstrasse 25 666521 / 256623                   | 1933 fertiggestelltes Wasserkraftwerk der EWZ am Wettinger Stausee. Das Stauwehr und das Maschinenhaus sind nebeneinander quer zum Fluss auf festem Molassefelsen gebaut. |
| ja   | Datei hochladen · Wikidata zu Rote Trotte (Q2168273)                                                       | Rote Trotte KGS-Nr.: 15892                                     | B    | G   | Rebbergstrasse 29 666986 / 258189                     | Trotte mit unbekanntem Baujahr (vermutlich 17. Jahrhundert), 1504 erstmals urkundlich erwähnt. Lang gestrecktes Gebäude mit Krüppelwalmdach, teils gemauert, teils als Fachwerk ausgeführt. |
| ja   | Datei hochladen · Wikidata zu St.-Antonius-Kirche (Q2317237)                                               | St.-Antonius-Kirche KGS-Nr.: 15893                             | B    | G   | Nordstrasse 8.1 / Zentralstrasse 59.1 666287 / 257837 | Moderner Kirchenbau, von 1952 bis 1954 nach Plänen von Karl Higi erbaut. Das seinerzeit umstrittene Bauwerk besteht aus einer steilen, dreischiffigen Halle. Skeletthafte Pfeiler und Dachträger aus Sichtbeton. Geräumiger, merklich höherer Chor mit flacher Apsis; schwach geneigtes Satteldach. |
| BW   | Datei hochladen · Wikidata zu Zweifamilienhaus (Q29581570)                                                 | Zweifamilienhaus KGS-Nr.: 15895                                | B    | G   | Rebbergstrasse 42 666949 / 258278                     | |
| ja   | Datei hochladen · Wikidata zu Kosthäuser der ehemaligen Baumwollspinnerei (Q29581378)                      | Kosthäuser der ehemaligen Baumwollspinnerei KGS-Nr.: 16105     | B    | G   | Chlosterbrüel 1–39 666486 / 256954                    | Vorläufer der mitteleuropäischen standardisierten Reihenhäuser. 20 gespiegelte, zweigeschossige Wohneinheiten. 1875 für die Unterbringung von Arbeitern der Spinnerei Kunz erbaut. |
| ja   | Datei hochladen · Wikidata zu Wohnhäuser beim Limmatwerk (Q29581550)                                       | Wohnhäuser beim Limmatwerk KGS-Nr.: 16117                      | B    | G   | Kraftwerkstrasse 10–24 666399 / 256555                | |

## Übrige Baudenkmäler
| ID    | Foto | | Objekt                                                                 | Typ | Standort                                      | Beschreibung |
| ----- | ---- | --------------------------------------------------------------------------------------------------- | ---------------------------------------------------------------------- | --- | --------------------------------------------- | ------------ |
| 41.05 | ja   | Datei hochladen · Wikidata zu Wohnhaus des Rebguts Fährlilee mit Scheune und Waschhaus (Q106367801) | Wohnhaus des Rebguts Fährlilee mit Scheune und Waschhaus               | G   | Mooshaldenstrasse 37–37.2 667618 / 258231     |              |
| 41.16 | ja   | Datei hochladen                                                                                     | Grafengut                                                              | G   | Mooshaldenstrasse 667388 / 258323             |              |
| 42.01 |      | Datei hochladen                                                                                     | Wegkreuz                                                               | K   | Mooshaldenstrasse                             |              |
| 42.02 | ja   | Datei hochladen                                                                                     | Wegkreuz                                                               | K   | Fährli-Lee                                    |              |
| 42.03 |      | Datei hochladen                                                                                     | Wegkreuz                                                               | K   | Aeschstrasse                                  |              |
| 42.04 | ja   | Datei hochladen                                                                                     | Wegkreuz                                                               | K   | Aussichtspunkt Sulpberg                       |              |
| 42.05 | ja   | Datei hochladen                                                                                     | Wegkreuz                                                               | K   | Sulpberg vor Kapelle 667987 / 257419          |              |
| 42.06 |      | Datei hochladen                                                                                     | Wegkreuz                                                               | K   | Sulpberg Ost                                  |              |
| 42.07 | ja   | Datei hochladen                                                                                     | Arthur Frey-Denkmal                                                    | K   | Koordinaten fehlen! Hilf mit.                 |              |
| 42.08 | ja   | Datei hochladen                                                                                     | Fliegerdenkmal Tägerhard                                               | K   | Tägerhard                                     |              |
| 43.01 |      | Datei hochladen                                                                                     | Brunnen                                                                | K   | Mooshaldenstrasse                             |              |
| 43.02 |      | Datei hochladen                                                                                     | Brunnen                                                                | K   | Mooshaldenstrasse                             |              |
| 43.03 |      | Datei hochladen                                                                                     | Brunnen                                                                | K   | Mooshaldenstrasse                             |              |
| 43.04 | ja   | Datei hochladen                                                                                     | Brunnen                                                                | K   | Mooshaldenstrasse, Grafengut 667359 / 258316  |              |
| 43.05 | ja   | Datei hochladen                                                                                     | Brunnen                                                                | K   | Mooshaldenstrasse, Fährli-Lee 667636 / 258250 |              |
| 43.06 | ja   | Datei hochladen                                                                                     | Brunnen                                                                | K   | Bussberg 667519 / 258540                      |              |
| 43.07 |      | Datei hochladen                                                                                     | Brunnen                                                                | K   | Bussbergstrasse                               |              |
| 43.09 |      | Datei hochladen                                                                                     | Brunnen                                                                | K   | Bergstrasse, Eulenburg                        |              |
| 43.10 | ja   | Datei hochladen                                                                                     | Brunnen                                                                | K   | Aeschstrasse 667962 / 257672                  |              |
| 43.11 |      | Datei hochladen                                                                                     | Brunnen                                                                | K   | Forsthaus Muntel                              |              |
| 43.12 |      | Datei hochladen                                                                                     | Brunnen                                                                | K   | Eigihof                                       |              |
| 43.13 |      | Datei hochladen                                                                                     | Brunnen                                                                | K   | Zindelen                                      |              |
| 43.14 |      | Datei hochladen                                                                                     | Brunnen                                                                | K   | Zindelen, Affenbrunnen                        |              |
| 43.15 |      | Datei hochladen                                                                                     | Brunnen                                                                | K   | Eigihäuli, Dünnbrunnen                        |              |
| 43.16 |      | Datei hochladen                                                                                     | Brunnen                                                                | K   | Bannholz                                      |              |
| 43.17 |      | Datei hochladen                                                                                     | Brunnen                                                                | K   | Im Brand                                      |              |
| 43.18 |      | Datei hochladen                                                                                     | Brunnen                                                                | K   | Tägerhard                                     |              |
| 44.01 |      | Datei hochladen                                                                                     | Grenzstein                                                             | K   | Cholgrueb                                     |              |
| 44.02 |      | Datei hochladen                                                                                     | Grenzstein                                                             | K   | östlich Schürlihau                            |              |
| 44.03 |      | Datei hochladen                                                                                     | Grenzstein                                                             | K   | Bannholz                                      |              |
| 44.04 |      | Datei hochladen                                                                                     | Grenzstein                                                             | K   | Bannholz, Kreuzweg                            |              |
| 44.05 |      | Datei hochladen                                                                                     | Grenzstein                                                             | K   | südlich Greppe, beim Stoffelbrünneli          |              |
| 44.06 |      | Datei hochladen                                                                                     | Grenzstein                                                             | K   | Tägerhard                                     |              |
| 44.07 |      | Datei hochladen                                                                                     | Grenzstein                                                             | K   | Tägerhard                                     |              |
| 44.08 |      | Datei hochladen                                                                                     | Grenzstein                                                             | K   | Tägerhard                                     |              |
| 44.09 |      | Datei hochladen                                                                                     | Grenzstein                                                             | K   | Tägerhard                                     |              |
| 44.10 | ja   | Datei hochladen                                                                                     | Grenzstein                                                             | K   | Chlosterschür, Parkplatz 667859 / 255439      |              |
| 44.11 | ja   | Datei hochladen                                                                                     | Grenzstein                                                             | K   | Chlosterschür, Sebastianstein 667764 / 255329 |              |
| 53    |      | Datei hochladen                                                                                     | Lettentrotte                                                           | G   | Aesch                                         |              |
| 77    | ja   | Datei hochladen                                                                                     | Schloss Schartenfels                                                   | G   | Schartenfelsstrasse 666010 / 258552           | [ 36 ]       |
|       | ja   | Datei hochladen                                                                                     | Kloster Wettingen, Kreuzgangkapelle                                    | G   | Klosterstrasse 11 666187 / 256529             |              |
|       | ja   | Datei hochladen                                                                                     | Kloster Wettingen, Kreuzgang und Glasmalerei                           | G   | Klosterstrasse 11 666111 / 256540             |              |
|       | ja   | Datei hochladen                                                                                     | Kloster Wettingen, Konventgebäude                                      | G   | Klosterstrasse 11 666143 / 256522             |              |
|       | ja   | Datei hochladen                                                                                     | Kloster Wettingen, Langbau (Schulgebäude und Wohnhaus)                 | G   | Klosterstrasse 11 666174 / 256578             |              |
|       | BW   | Datei hochladen                                                                                     | Kloster Wettingen, Klostermauer Peter Schmid innerhalb der Westschöpfe | G   | Klosterstrasse 11 666047 / 256410             |              |
|       | ja   | Datei hochladen                                                                                     | Kloster Wettingen, Lusthäuschen im Abtgarten                           | G   | Klosterstrasse 11 666036 / 256372             |              |
|       | BW   | Datei hochladen                                                                                     | Kloster Wettingen, Wohnhaus (ehem. Werkstatt)                          | G   | Klosterstrasse 11 666072 / 256496             |              |
|       | BW   | Datei hochladen                                                                                     | Kloster Wettingen, Südost-Schöpfe                                      | G   | Klosterstrasse 11 666239 / 256481             |              |
|       | BW   | Datei hochladen                                                                                     | Kloster Wettingen, Parkanlage mit zugehörigen Bauten und Mauern        | G   | Klosterstrasse 11 666125 / 256458             |              |
|       | ja   | Datei hochladen · Wikidata zu Klosterkirche Wettingen (Q1776447)                                    | Klosterkirche                                                          | G   | Klosterstrasse 11 666130 / 256567             |              |

Legende: Siehe Legende der Liste der Kulturgüter von nationaler und regionaler Bedeutung. Anstelle der KGS-Nummer wird als Objekt-Identifikator (ID) die Inventar- oder Gebäudenummer in der Bau- und Nutzungsordnung der Gemeinde verwendet.